# Síndrome d'adollament
La síndrome d'adollament es dona generalment com a resposta secundaria a procediments quirúrgics gàstrics. Té lloc quan el menjar, sobretot aquells rics en sucres, es mouen massa ràpid des de l'estómac fins al duodè (la primera part de l'intestí prim), desencadenant una resposta metabòlica i sistèmica.

## Epidemiologia
Tot i que la incidència d'aquesta síndrome post gastrectomia és relativament baixa (20%), s'han descrit que quasi la totalitat dels pacients gastrectomitzats el presenten en algun moment del període post operatori; així sí, de tots ells només 1-5% arriba a requerir atenció mèdica.

## Tipus
Presenta dues formes depenent del moment en què els símptomes apareixen:
La Síndrome de dumping primerenc té lloc entre 10 i 30 minuts després de menjar, i és lamés habitual. Té lloc per una deficient adaptació del duodè a l'exposició ràpida del quim hiperosmolar, aquest fet ocasiona un moviment de fluid des de l'espai intravascular cap al volum intestinal per a restaurar el balanç osmòtic per dilució, disminuint el volum circulatori i provocant un relaxament de les parets intestinals, la qual cosa produeix una sèrie de símptomes gastrointestinals i vasomotors.
La Síndrome de dumping tardà té lloc entre 2 i 3 hores després de menjar, especialment amb aquells àpats rics en hidrats de carboni. És menys freqüent que el primerenc i, per tant, més difícil de diagnosticar. S'associa a una ràpida absorció de glucosa, la qual en fa augmenta els nivells en sang i ocasiona una secreció exagerada d'insulina per part del pàncrees, i juntament amb un buidament accelerat de l’intestí ocasiona un estat hiperinsulínic.

## Simptomatologia
La simptomatologia de la Síndrome de dumping primerenc i tardà és diferent i també pot variar entre persones afectades.
Els símptomes de la Síndrome de dumping primerenc poden incloure:
- Nàusees
- Vòmits
- Dolor abdominal
- Diarrea
- Sentir-se incòmodament tip després de menjar
- Suor
- Debilitat
- Mareig
- Batecs ràpids o irregulars

Els símptomes per al Síndrome de Dumping tardà poden ser:
- Hipoglucèmia
- Suor
- Debilitat
- Batecs ràpids o irregulars
- Mareig

## Diagnòstic
Les proves següents poden confirmar la Síndrome de dumping i descartar altres patologies amb símptomes similars:
Una prova oral de tolerància a la glucosa modificada verifica el funcionament de la insulina amb els teixits. A l'inici es mesurarà la concentració de glucosa en sang, l'hematòcrit, la quantitat de glòbuls vermells el ritme del pols sanguini i la pressió arterial abans de començar la prova. A continuació la persona beurà una solució de glucosa i es repetiran les mesures inicials immediatament i en intervals de 30 minuts durant 180 minuts. Es confirmarà la Síndrome de dumping en persones amb:
- Un baix nivell de sucre en sang entre 120 i 180 minuts després d'haver begut la solució
- Un augment de l'hematòcrit de més del 3% en 30 minuts.
- Un augment de l'hematòcrit de més del 3% a 30 minuts.
- Una pujada del pols de més de 10 cops per minut després de 30 minuts.

Una prova de gammagrafia de buidatge gàstric comporta menjar un àpat suau -com ara ous o un substitut d'ou- que conté una petita quantitat de material radioactiu. Un tècnic especialment entrenat realitza aquesta prova en un centre de radiologia o hospital, i un radiòleg interpreta els resultats. No es necessita anestèsia. Una càmera externa escaneja l'abdomen per localitzar el material radioactiu. El radiòleg mesura la taxa de buidament gàstric als 1, 2, 3 i 4 hores després del menjar. La prova pot ajudar a confirmar un diagnòstic de síndrome de dumping.

## Tractament
El primer pas per a minimitzar els símptomes de la Síndrome de dumping inclou canvis en l'alimentació i la dieta. Poden incloure:
- Menjar cinc o sis petits àpats al dia en comptes de tres grans àpats.
- Endarrerir la ingesta de líquid fins almenys trenta minuts després de menjar.
- Incrementar la ingesta de proteïna, fibra i hidrats de carboni complexos.
- Evitar els sucres simples que es poden trobar a dolços, begudes ensucrades o sucs de fruites.

Hi ha medicació descrita utilitzada en alguns casos:
Es pot prescriure l'acetat d'octreotida (Sandostatin) per tractar els símptomes de la síndrome de dumping. La medicació funciona reduint el buidament gàstric i inhibint l'alliberament d'insulina i d'altres hormones gastrointestinals. L'octreòtid arriba en fórmules de curt i llarg termini. La fórmula d'acció curta s'injecta per via subcutània, sota la pell, o per via intravenosa dues o quatre vegades al dia. Un sanitari és l'encarregat d'injectar la fórmula d'acció prolongada als músculs de les natges una vegada cada 4 setmanes. Les complicacions del tractament amb octreòtids inclouen nivells de glucosa en sang augmentats o disminuïts, dolor al lloc d'injecció, càlculs biliars i excrements greixosos i que fan mala olor.
Fins i tot alguna persona pot necessitar cirurgia si la síndrome de dúmping és causada per una cirurgia gàstrica prèvia o si la condició no respon a altres tractaments. Tanmateix, la cirurgia per corregir la síndrome de dúmping sovint no té resultats exitosos.